# Tetramorium microgyna
Tetramorium microgyna là một loài côn trùng thuộc họ Formicidae. Loài này có ở Nam Phi và Zimbabwe.